# 詹軍
詹軍（1997年2月7日—）是臺灣籃球教練、前運動員。

## 生平
詹軍生於臺中市，泰雅族人，出身大倫國中與苗栗高中，就讀高中二年級時當選2013年U16亞青男籃賽中華臺北代表隊國手，成為代表隊當中唯一的乙組球員，就讀國立臺灣師範大學時籃球校隊曾處於UBA大專籃球聯賽公開男二級，也曾隨隊拿下公開男一級亞軍。2019年8月詹軍參加超級籃球聯賽新人選秀會但落選，服完兵役後回到國中母校擔任教練，執掌兵符第一年助隊奪下JHBL國中籃球聯賽季軍。

## 外部連結
- 詹軍在fiba.basketball（英语）
- 詹軍在archive.fiba.com（archived）（英语）
- 詹軍在Eurobasket.com（球員）（英语）
- 詹軍在RealGM（英语）